# Asteroid binar de contact
Un asteroid binar de contact (sau în contact) este o pereche de asteroizi ale căror nuclee stâncoase sunt sau nu în contact, dar care au cel puțin straturi de praf în comun, ansamblul asemănându-se cu o arahidă în coajă sau cu un obiect alungit.

## Origine
Obiectele de acest tip se formează prin coliziunea sau prin marea apropiere a doi asteroizi care orbitau apropiindu-se unul de altul.

## Exemple

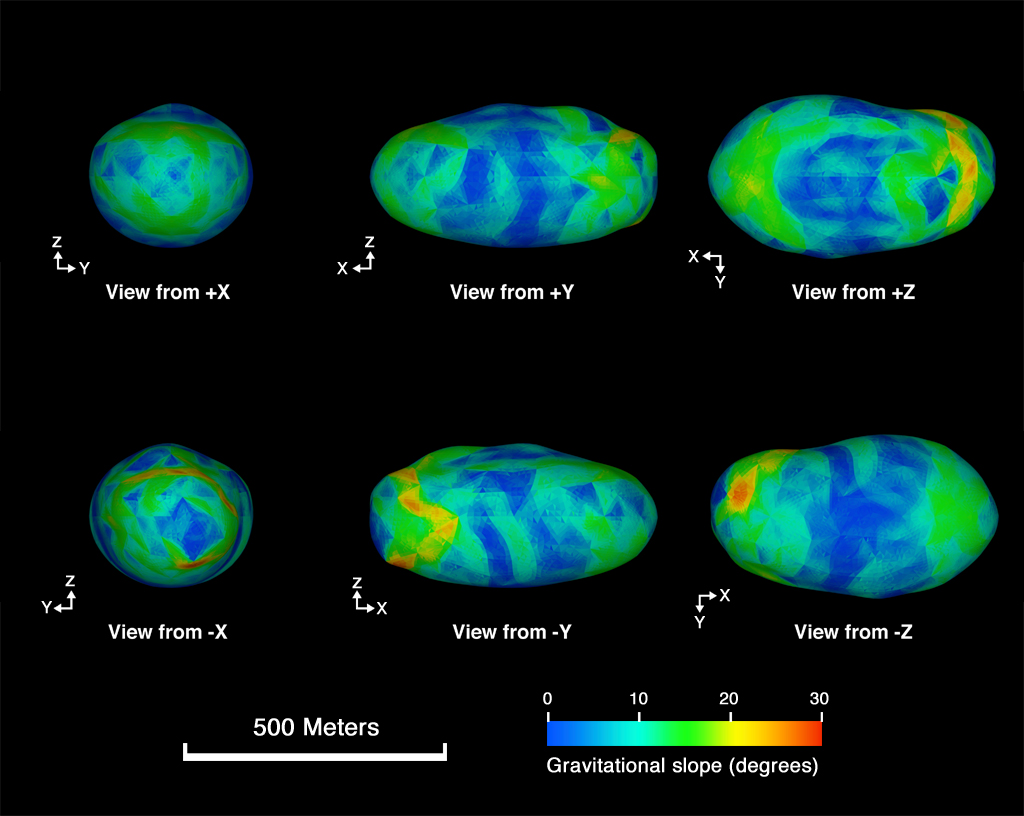
Itokawa pare să fie un asteroid binaar de contact sau un aglomerat slab.

Asteroizii următori sunt probabil binari de contact:
- 216 Cleopatra, care este bilobat, în formă de os;
- 624 Hector, neobișnuit de alungit;
- 4769 Castalia, în formă de arahidă în coajă.
- Nucleul cometei 67P/Ciuriumov-Gherasimenko.
- (486958) 2014 MU69, survolat de sonda spațială  New Horizons la 1 ianuarie 2019, în mod clar un asteroid binar de contact, care are forma unui om de zăpadă.
- Asteroidul 25143 Itokawa, care a primit vizita sondei Hayabusa în 2013 și a fost fotografiat de aceasta, pare să fie și el un asteroid de contact.

## Galerie de imagini

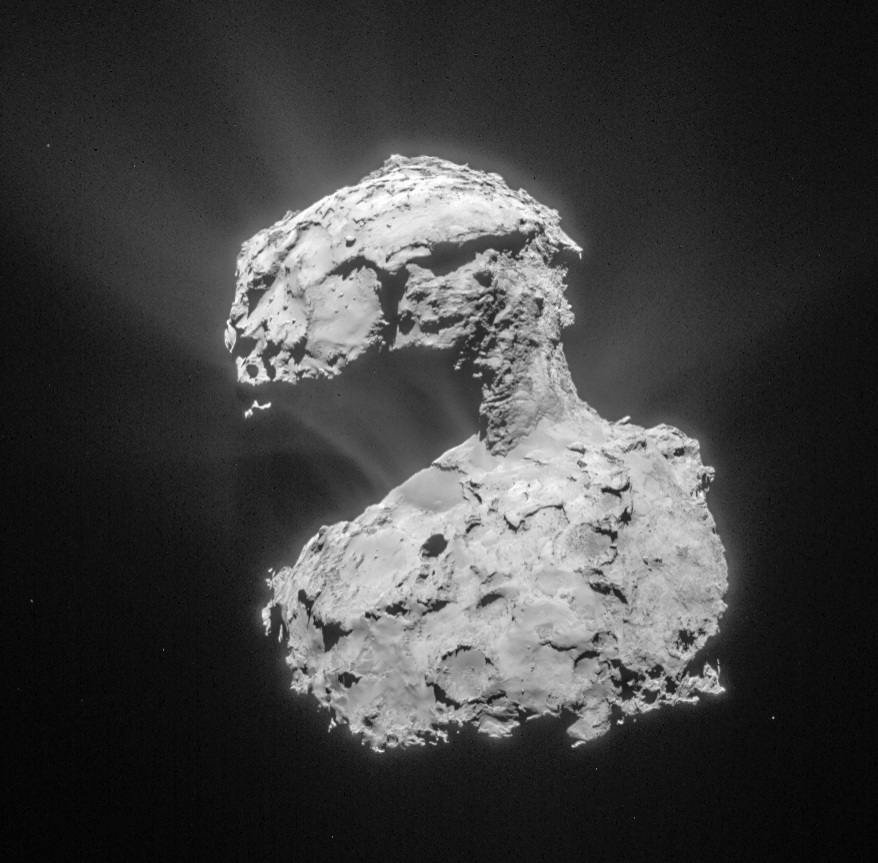
67P/Churyumov-Gerasimenko într-o imagine luată de sonda spațială Rosetta. Se disting clar cei doi lobi ai nucleului cometei conectați printr-un „gât”.
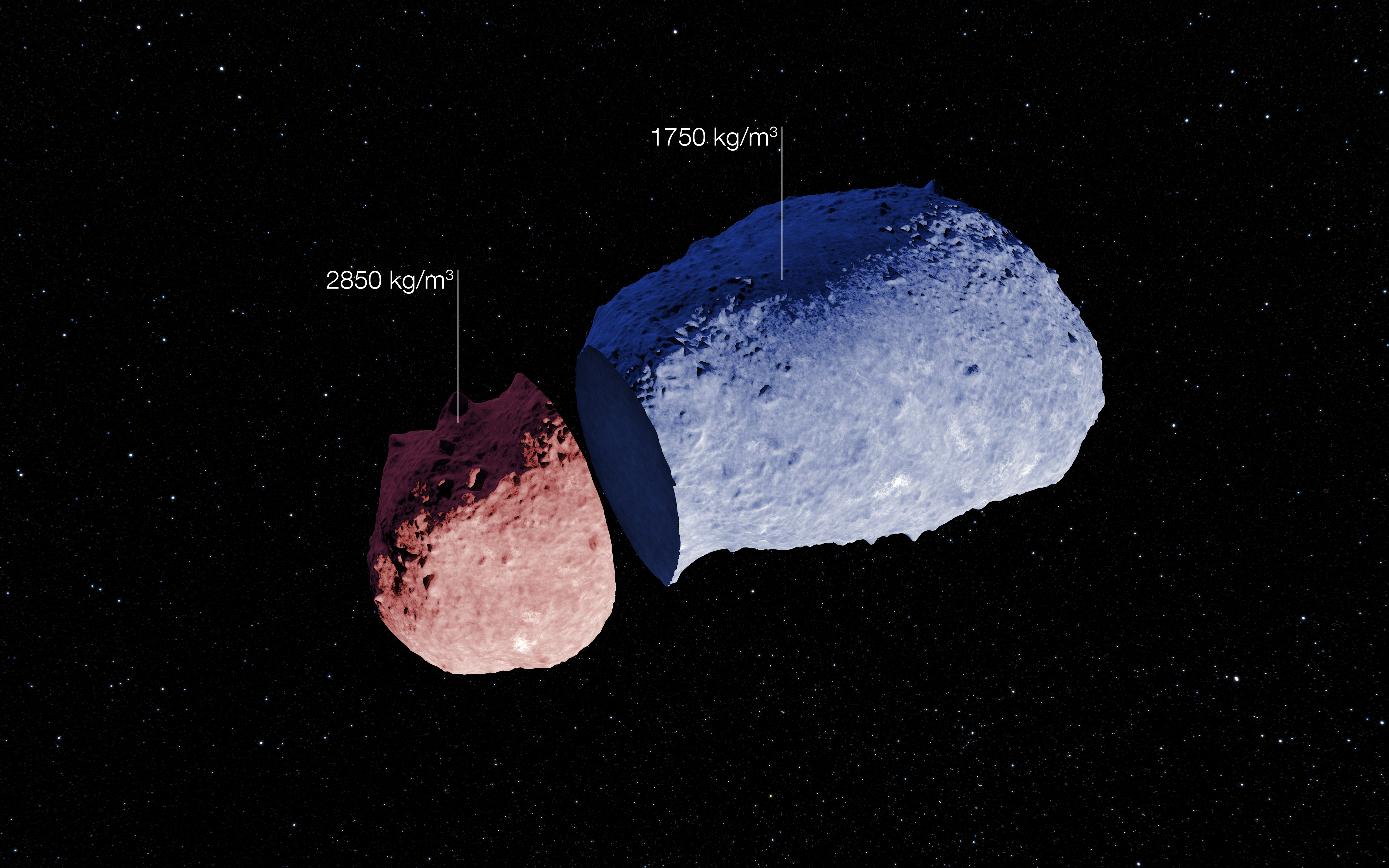
25143 Itokawa într-o imagine elaborată cu culori false. Neta distincție dintre zonele cu densități diferite indică faptul că cei doi lobi s-au format pe parcursul unor evoluții diferite. Este de notat faptul că deși în imagine cei doi lobi par separați, în realitate cei doi lobi sunt contigui.
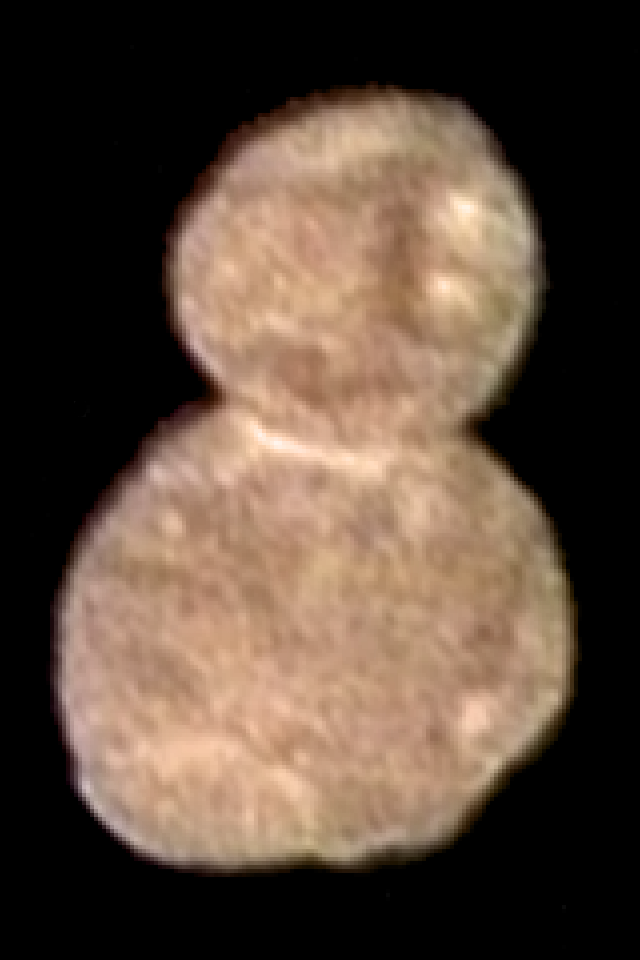
Asteroidul 486958 Arrokoth, denumit provizoriu (486958) 2014 MU69, fotografiat, cu rezoluție medie, la 1 ianuarie 2019, de sonda spațială New Horizons este un asteroid binar de contact, cu forma unui om de zăpadă.